# Penidiella tenuiramis
Penidiella tenuiramis är en svampart som beskrevs av Crous & Summerell 2009. Penidiella tenuiramis ingår i släktet Penidiella och familjen Teratosphaeriaceae.   Inga underarter finns listade i Catalogue of Life.